# Kheyvis
Kheyvis fue un club nocturno ubicado en la ciudad bonaerense de Olivos, Argentina. El 20 de diciembre de 1993, un incendio en el club causó la muerte de 17 adolescentes en una fiesta de graduación del Colegio La Salle Florida. Se cree que ha sido causado por la quema de muebles como una broma, aunque nadie fue acusado de ponerlo en marcha. Se comprobó que en el boliche, que tenía capacidad para 150 personas, esa noche había unas 600.
Mientras los jóvenes bailaban sin preocupaciones, el humo invadió la pista. Contaba ese día un joven de 17 años que se salvó:

«Enseguida nos dimos cuenta de que había olor a quemado. Nos picaba la garganta y nos lloraban los ojos. Todos corrían de acá para allá buscando la salida. La puerta que da al patio estaba cerrada y la única que quedaba para escapar era la de entrada. Muchos se cayeron al piso en la desesperación por salir y sus cuerpos bloqueaban la puerta.»

El incendio en Kheyvis llevó a regulaciones más estrictas, incluidas las salidas de emergencia y las inspecciones obligatorias de seguridad extensa de los clubes nocturnos existentes. Hasta el 30 de diciembre de 2004, día del incendio del local República Cromañón, el de Kheyvis había sido la peor tragedia en un club nocturno en la historia de Argentina. 
Aunque en los expedientes se detectaron deficiencias en la estructura de la discoteca, que fueron ocultadas con documentación falsa, irregularidades en los planos y varias fallas en la seguridad del local, de nada sirvieron las marchas y actos que organizaron los familiares de las víctimas.

## Fallecidos en la Tragedia de Kheyvis
Los nombres de los 17 fallecidos en la tragedia de la Discoteca de Olivos, ocurrida el 20 de diciembre de 1993:
| N.º | Nombre                      | Edad (nacimiento) | Causa de muerte | Otros detalles                                      |
| --- | --------------------------- | ----------------- | --------------- | --------------------------------------------------- |
| 1   | Blanc, Nicolás              | 18 (20/02/1975)   | Asfixia         | Murió aplastado mientras intentaba salir.           |
| 2   | Bonomi, Nicolás Roberto     | 17 (15/04/1976)   | Intoxicación    | Murió al inhalar el humo producido por el incendio. |
| 3   | Bravo, Mariano              | 17 (17/05/1976)   |                 |                                                     |
| 4   | Broda, Rolando              |                   |                 |                                                     |
| 5   | Buganem, Leandro            |                   |                 |                                                     |
| 6   | Fajardo, Jorge Luis         |                   |                 |                                                     |
| 7   | Gaeta, Francisco            | 17 (09/11/1976)   |                 |                                                     |
| 8   | García, Darío Pablo         | 21 (23/09/1972)   |                 |                                                     |
| 9   | Gori, Erica                 | 15 (20/05/1978)   |                 |                                                     |
| 10  | Grosso, Hernán              |                   |                 |                                                     |
| 11  | Gutiérrez, Cristian Enrique | 20 (09/12/1973)   |                 |                                                     |
| 12  | Manteiga, Javier            | 20 (14/09/1973)   |                 |                                                     |
| 13  | Petralli, Pablo             | 22 (26/11/1971)   |                 |                                                     |
| 14  | Simonini, Sebastián         | 20 (21/10/1973)   |                 |                                                     |
| 15  | Tablada, Fernando           | 19 (18/05/1974)   |                 |                                                     |
| 16  | Tejedor, Maximiliano        | 18 (22/11/1975)   |                 |                                                     |
| 17  | Unold, Rodolfo              | 19 (30/06/1974)   |                 |                                                     |